# Doctor Doom
El Doctor Doom, o Victor von Doom, és un personatge de ficció de còmics de l'Univers Marvel. Creat per Stan Lee i Jack Kirby, el personatge apareix per primera vegada a Fantastic Four número 5 publicat el 10 d'abril de 1962 (data de portada juliol de 1962). Doom, geni inventor, és un superdolent i el líder de la nació de Latveria de l'Univers Marvel. Lluita de manera recurrent amb diferents superherois generalment per disputes de poder o per revenges.
El personatge del Doctor Doom ha aparegut en altres productes Marvel com ara pel·lícules, videojocs, sèries de televisió i marxandatge com figures d'acció i targetes.

## Biografia de ficció
Víctor von Mort va néixer a la petita nació de Latveria fill de Werner, un curandero local, i Chythia, una bruixa, ambdós gitanos. La seva mare va morir en reclamar Mephisto la seva ànima i el seu pare va ser executat per les tropes del rei en no aconseguir curar la moribunda reina de Latveria. El jove Víctor fou acollit llavors per una altra família gitana. Aleshores, Víctor es va enamorar de la seva germanastra Valèria.
Víctor tenia una veritable set de coneixements. Després d'estudiar tots els llibres de bruixeria de la seva mare se'n va anar als Estats Units on va ingressar a la Universitat Empire State. Allà va compartir habitació amb Reed Richards, però van xocar en no compartir el mateix punt de vista pel que fa a l'ús de la ciència. Víctor va intentar unir ciència i màgia amb nefastos resultats. Després del seu fracàs universitari, Víctor va viatjar fins al Tibet on va trobar un petit culte on va incrementar els seus coneixements. El culte el va ajudar a construir una armadura, la màscara de la qual es va col·locar quan encara estava incandescent; desfigurant així el seu rostre. Des d'aquell moment Víctor von Doom sempre s'ha mostrat amb la seva armadura i la cara tapada.
Mort va tornar a Latveria on va usurpar el tron al rei Rodolpho. Encara que va governar amb mà ferma, el poble l'admirava, ja que Víctor sempre vetllava pel seu benestar. Tanmateix els interessos del monarca no es limitaven a les fronteres del seu país i aviat es va veure enfrontat als 4 Fantàstics, per mor dels seus plans de conquesta del món. L'afany de poder el va portar fins i tot a capturar Silver Surfer i a adquirir part de la seva energia còsmica per a derrotar els 4 Fantàstics. Víctor von Mort va aprendre dels poders mentals dels ovoides, com per exemple el de transferir la seva ment d'un cos a un altre. Més tard usaria el poder còsmic robat a l'Estela Platejada per a revigoritzar a Terrax, el qual va enviar després a lluitar contra els 4 Fantàstics. La batalla va acabar torçant-se quan Terrax va descobrir que anava a morir en breu a causa de la quantitat d'energia que tenia absorbida. El cos de Víctor von Mort va quedar destruït quan l'Estela Platejada va derrotar Terrax i aquest va morir causant una forta explosió. En l'últim moment, Mort va aconseguir projectar la seva ment al cos d'un dels ciutadans presents.
Quan el Totpoderós el va segrestar perquè formés part de les seves Guerres Secretes va aconseguir per un moment obtenir tot el poder del Totpoderós, però va acabar perdent-lo.

## Trets distintius
La seva cara està desfigurada a causa de les cremades que es va causar a si mateix en posar-se la seva màscara incandescent.